# Napoléon III (timbre)
Louis-Napoléon Bonaparte, empereur des Français sous le nom de Napoléon III, a figuré sur les séries de timbres d'usage courant de France et de ses colonies de septembre 1852 jusqu'à la chute du Second Empire. Ces séries furent remplacées par le type Cérès en urgence pendant la guerre franco-prussienne de 1870, type qu'elles avaient elles-mêmes remplacées.
Le portrait de Napoléon III figure sur le premier timbre de Nouvelle-Calédonie de 1859, et sur le premier timbre dentelé de France en 1862.

## Usage courant de 1852 à 1872

### Prince-Président Louis-Napoléon Bonaparte, dit «Présidence», 1852

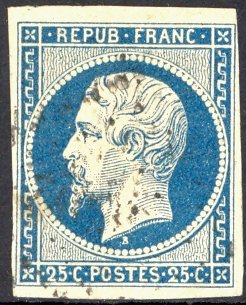
Prince-Président Napoléon.

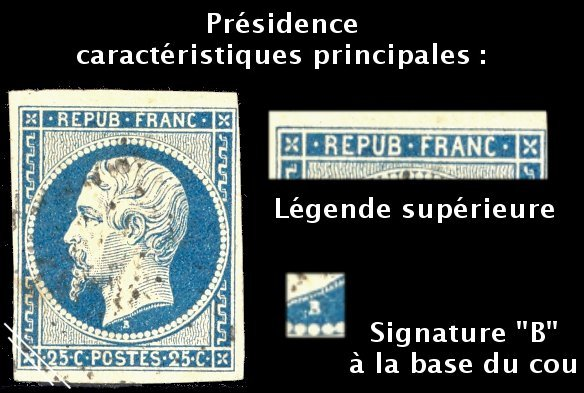
Caractéristiques du type Présidence

Élu par 74 % des suffrages, le 10 décembre 1848, le Prince Louis-Napoléon Bonaparte devient le premier Président de la République Française, pour 4 ans. Après le Coup d'État du 2 décembre 1851, Louis-Napoléon Bonaparte est nommé « Président » pour dix ans, ce qui prélude au retour d'un régime personnel, et à la restauration de l'Empire.
Une loi du 3 janvier 1852 prescrit le remplacement de l'effigie de la République (dite « Cérès ») par l'effigie du Président. Ainsi sont émis deux valeurs, conformes à ces nouvelles dispositions, non dentelées et imprimés en typographie :
- en septembre 1852 un timbre de 25 centimes de couleur bleu, (ci-contre)
- puis en décembre 1852, un timbre de 10 centimes de couleur bistre.

Dessiné et gravé par Jacques-Jean Barre, le timbre reprend le cadre des Cérès dont l'effigie est remplacée par celle du Prince Louis-Napoléon Bonaparte. De profil, il regarde vers la gauche, tête nue.
La légende en est : « REPUB FRANC » et le « B » sous le cou du profil est l'initiale du graveur.

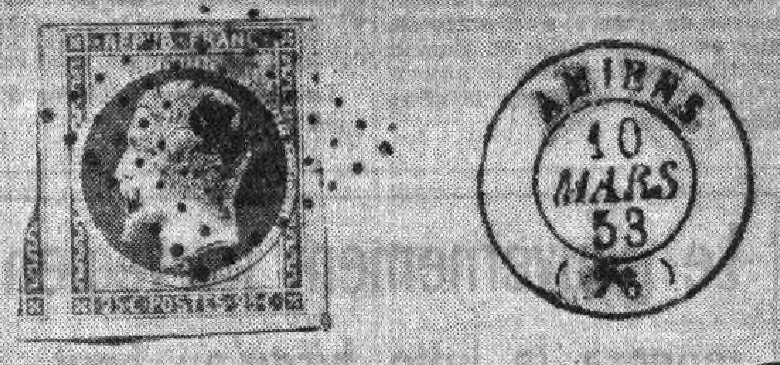
Napoléon de la République oblitéré le 10 mars 1853, à Amiens : exemple de la poursuite de la circulation des vieux timbres après l'instauration de l'Empire.

Ces timbres-poste seront mis à la disposition du public alors que l'Empire est restauré après le senatus-consulte du 7 novembre 1852, puis par plébiscite les 21 et 22 novembre 1852.

### Napoléon IIItête nue, dit «Empire»

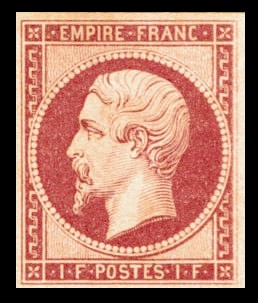
Napoléon III « tête nue »

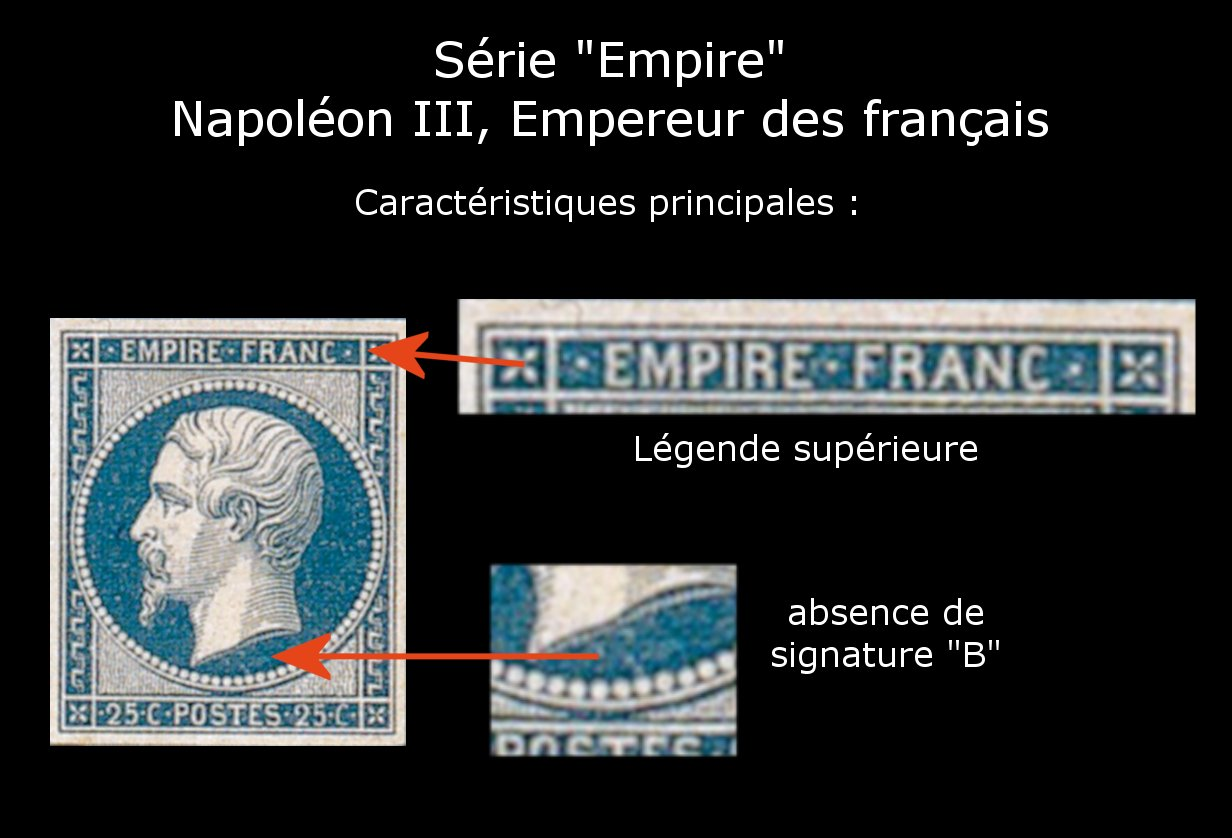
Caractéristiques du type Empire

À partir de septembre 1853 commence l'émission de timbres-poste de même graphisme que ceux de 1852, avec le même profil ou effigie de Louis Napoléon Bonaparte, mais avec les différences suivantes :
- une légende nouvelle : « EMPIRE FRANC », moins d'un an après le sénatus-consulte du 7 décembre 1852 créant la dignité impériale,
- la disparition du « B ».

L'appellation « tête nue » pour l'effigie est plutôt employée par les numismates, en effet ce dessin est aussi celui des monnaies, gravés également par le Graveur général de la Monnaie de Paris Jacques-Jean Barre, et mises en circulation au cours de cette période. Les philatélistes parlent plutôt de série « Empire » pour la distinguer de la série suivante, dite « Empire lauré ».
Durant cette période, le 15 octobre 1862 est mis en vente le premier timbre dentelé de France : le 1 centime olive sur papier bleu-vert. Pendant ce dernier trimestre 1862, cinq autres valeurs sont émises.

### Napoléon III lauré, dit «Empire lauré»

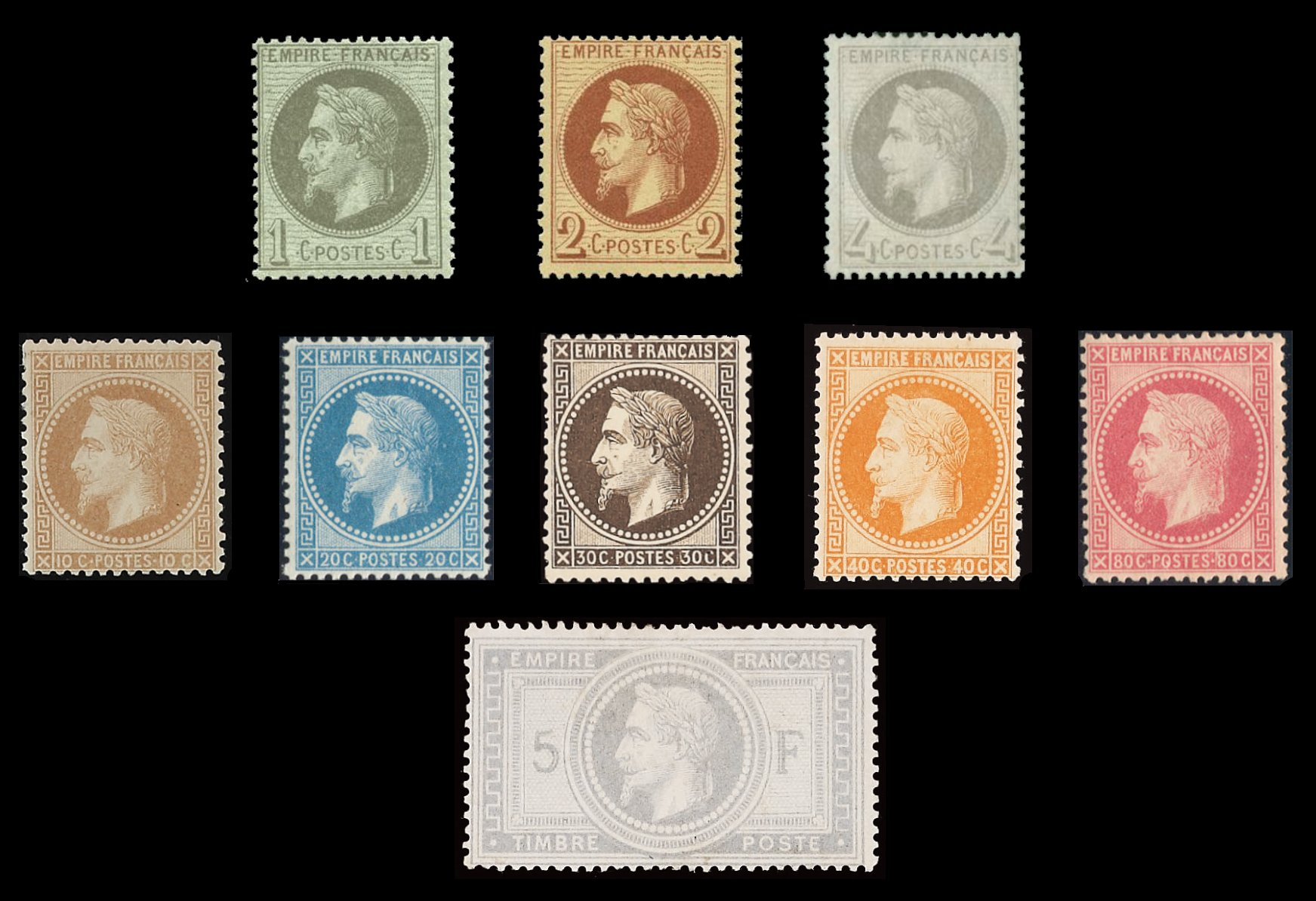
Timbres au type « Napoléon III lauré » émis entre 1862 et 1871

Aussi connue sous l'appellation « Empire lauré », ces timbres ont trois graphismes qui reprennent la même effigie de l'Empereur des français, Napoléon III, en lui ajoutant une couronne de laurier sur la tête, commémorant les succès de la « Campagne d'Italie » et porte la légende complète « EMPIRE FRANÇAIS ».

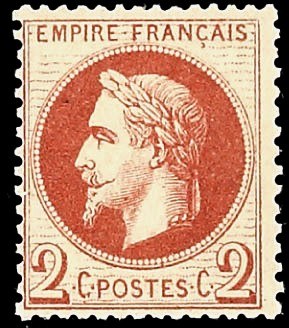
Napoléon III lauré

Les « petites » valeurs faciales sont les premières à être mise en circulation, avec le 2 centimes en 1862, puis en 1863, le 3 centimes et en 1870, le 1 centimes. Dessinées et gravées par Désiré-Albert Barre, fils de Jacques-Jean Barre, le profil ne change pas, mais le cadre et le fond sont allégés de leurs motifs d'inspiration grecque antique.
Les valeurs de 10 à 80 centimes conçues ensuite reprennent la mise en page des timbres de la précédente série (voir paragraphe précédent), avec ces mêmes modifications.

Le 1er novembre 1869, un timbre de 5 francs est émis pour les lettres lourdes vers l'étranger et les droits d'assurance. En plus des mentions habituelles de la série, il porte la mention « TIMBRE POSTE ».

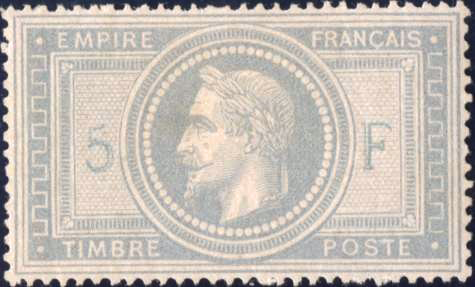
5 francs « Empire » dentelé, effigie de Napoléon III. Premier timbre français grand format.

### Après la chute de l'Empire

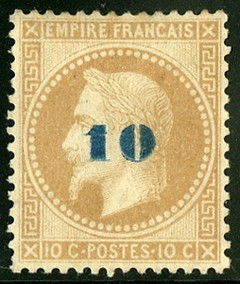
10 sur 10c bistre

Les timbres à l'effigie de Napoléon III ont continué à servir, conjointement avec des timbres Cérès imprimés dans Paris assiégé par les troupes allemandes, ou ceux du gouvernement provisoire à Bordeaux.
Deux timbres ont connu une histoire prolongée en 1871-1872 à cause du changement de tarif du 1er septembre 1871 :
- le 10 c. bistre lauré (de 1863, type 2 à « gros points ») fut surchargé d'un « 10 » de couleur bleu foncé, répétant sa valeur faciale. Seules quelques feuilles de timbres ont été morcelées sur les marchés philatéliques. Ces timbres authentiques[2], dont il n'existe aucune trace officielle, sont considérés comme des non émis. Ils n'existent que neuf avec gomme, et n'ont jamais été vendus au public pour l'affranchissement du courrier[3],[4].

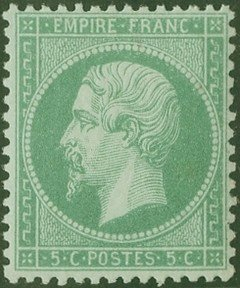
5 c. vert

- L'augmentation des tarifs de 20 centimes à 25 c. pour la lettre ordinaire, ou de 10 c. à 15 c. pour le tarif local (tarif du 24 août 1871 applicable au 1er septembre 1871) provoqua un fort besoin de timbres de 5 c. comme valeur de complément, dans l'attente d'approvisionnement des bureaux en timbres à 25 centimes en cours de fabrication. Le 5 c. vert pâle de type Napoléon non lauré dentelé fut réimprimé. Ces timbres ont été notamment imprimés sur un papier bleuté caractéristique.

## Dans les colonies françaises
En dehors de la période 1859-1865 où un timbre spécifique figurant une aigle impériale a servi dans les colonies, les timbres à l'effigie de Napoléon III ont été utilisés dans les colonies en 1871-1872  sous la forme de quatre valeurs identiques à celles de métropole :
- 1 c. vert-olive de Désiré-André Barre,
- 5c vert-jaune lauré a été spécialement émis pour cet usage ; on le distingue du timbre de métropole de 1853 par sa nuance
- 30 c. brun
- 80 c. rose.

Ils furent remplacés par les timbres Cérès. Les colonies ont utilisé les mêmes timbres que la métropole jusqu'en 1880. Pour les distinguer, il faut pouvoir disposer de l'oblitération portant le code de trois lettres de la colonie.

### Le premier timbre de Nouvelle-Calédonie

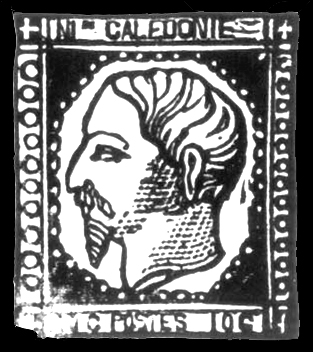
Un des « Triquéra », d'après une gravure publiée dans What philately teaches de John N. Luff, publié en 1899.

En Nouvelle-Calédonie, en 1859, le dénommé Triquéra, sergent d'infanterie de marine, grava un timbre sur pierre lithographique : profil assez fin de l'empereur tête nue, entouré d'un décor.
Ce timbre est rare en très bon état. Il fait néanmoins la fierté de l'administration postale du territoire (devenu pays) d'outre-mer français qui le reprend régulièrement en timbre sur timbre.

## Autres timbres

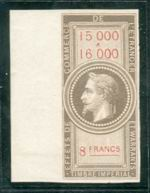
Effet de commerce

Ce profil de Napoléon III a également servi sur des timbres fiscaux et sociaux-postaux pendant le Second Empire.
Depuis 1872, la poste française n'a plus émis de timbre à l'effigie de Napoléon III. Sur les timbres de Nouvelle-Calédonie, il apparaît néanmoins régulièrement en timbres sur timbres reprenant le timbre de Triquéra.
Contrairement à celle représentant son oncle Napoléon Ier, la thématique Louis-Napoléon Bonaparte se nourrit peu de représentations du visage de l'empereur, en dehors de timbres sur timbres.